# Onthophagus ornaticollis
Onthophagus ornaticollis là một loài bọ cánh cứng trong họ Bọ hung (Scarabaeidae).